# Saltvik
Saltvik là một đô thị của Åland, một lãnh thổ tự trị của Phần Lan.
Đô thị này có dân số 1.731 người (thời điểm năm 2007) và diện tích 155.42 km² trong đó có 4.68 km² là diện tích mặt nước. Mật độ dân số là 11,5 người trên mỗi km².
Dân đô thị này chỉ sử dụng tiếng Thụy Điển.